# Interstate 83
Interstate 83 (afgekort I-83) is een Interstate Highway in het oosten van de Verenigde Staten. De snelweg begint in Baltimore (Maryland) en eindigt in Harrisburg (Pennsylvania). Belangrijke steden langs de I-83 zijn Baltimore, York en Harrisburg.

## Lengte
| Staat        | km    | mijl |  |
|              |       |      |  |
| Maryland     | 55,5  | 34,5 |  |
| Pennsylvania | 81,8  | 50,8 |  |
|              |       |      |  |
| Totaal       | 137,3 | 85,3 |  |